# Somerset, Maryland
Somerset är en ort i Montgomery County i delstaten Maryland, USA.